# Madzharovo (huyện)
Madzharovo là một huyện thuộc tỉnh Haskovo, Bungaria. Dân số thời điểm năm 2001 là 2157 người.